# Leonel Álvarez
Pour les articles homonymes, voir Álvarez.
Leonel Álvarez, né le 30 juillet 1965 à Remedios (Colombie), est un ancien footballeur colombien, qui évoluait au poste de milieu défensif à l'Independiente Medellín, à l'Atlético Nacional, à l'América Cali, au Real Valladolid, au Dallas Burn, au Veracruz, au New England Revolution, au Deportivo Pereira et au Deportes Quindío ainsi qu'en équipe de Colombie.
Álvarez marque un but lors de ses cent-une sélections avec l'équipe de Colombie entre 1988 et 1995. Il participe à la coupe du monde de football en 1990 et 1994 et à la Copa América en 1987, 1989, 1991, 1993 et 1995 avec la Colombie.

## Biographie
Il a obtenu 101 sélections en équipe de Colombie entre 1985 et 1995, disputant deux phases finales de coupe du monde, en 1990 et en 1994. 
Il a porté les couleurs de trois des principaux clubs colombiens : l'Independiente Medellín, l'América de Cali et l'Atlético Nacional. 
Il a également joué en Espagne (au Real Valladolid), au Mexique (au CD Veracruz) et a terminé sa carrière aux États-Unis (Dallas Burn et New England Revolution).
Il devient en septembre 2011 le sélectionneur de la Colombie. 4 mois plus tard, il est démis de ses fonctions. 

## Statistiques

### En sélection nationale
| Saison                | Sélection             | Phases finales        | Phases finales | Phases finales | Phases finales | Éliminatoires CDM | Éliminatoires CDM | Éliminatoires CDM | Matchs amicaux | Matchs amicaux | Matchs amicaux | Total | Total | Total |
| Saison                | Sélection             | Compétition           | M              | B              | Pd             | M                 | B                 | Pd                | M              | B              | Pd             | M     | B     | Pd    |
| --------------------- | --------------------- | --------------------- | -------------- | -------------- | -------------- | ----------------- | ----------------- | ----------------- | -------------- | -------------- | -------------- | ----- | ----- | ----- |
| 1984-1985             | Colombie              | -                     | -              | -              | -              | -                 | -                 | -                 | 2              | 0              | 0              | 2     | 0     | 0     |
| 1986-1987             | Colombie              | Copa América 1987     | 4              | 0              | 0              | -                 | -                 | -                 | 2              | 1              | 0              | 6     | 1     | 0     |
| 1987-1988             | Colombie              | -                     | -              | -              | -              | -                 | -                 | -                 | 5              | 0              | 0              | 5     | 0     | 0     |
| 1988-1989             | Colombie              | Copa América 1989     | 4              | 0              | 0              | -                 | -                 | -                 | 6              | 0              | 0              | 10    | 0     | 0     |
| 1989-1990             | Colombie              | Coupe du monde 1990   | 4              | 0              | 1              | 5                 | 0                 | 0                 | 7              | 0              | 0              | 16    | 0     | 1     |
| 1990-1991             | Colombie              | Copa América 1991 4e  | 7              | 0              | 0              | -                 | -                 | -                 | -              | -              | -              | 7     | 0     | 0     |
| 1991-1992             | Colombie              | -                     | -              | -              | -              | -                 | -                 | -                 | 1              | 0              | 0              | 1     | 0     | 0     |
| 1992-1993             | Colombie              | Copa América 1993     | 6              | 0              | 0              | -                 | -                 | -                 | 3              | 0              | 0              | 9     | 0     | 0     |
| 1993-1994             | Colombie              | Coupe du monde 1994   | 3              | 0              | 0              | 4                 | 0                 | 1                 | 13             | 0              | 0              | 20    | 0     | 1     |
| 1994-1995             | Colombie              | Copa América 1995     | 6              | 0              | 0              | -                 | -                 | -                 | 3              | 0              | 0              | 9     | 0     | 0     |
| 1995-1996             | Colombie              | -                     | -              | -              | -              | 3                 | 0                 | 0                 | 5              | 0              | 0              | 8     | 0     | 0     |
| 1996-1997             | Colombie              | Copa América 1997     | -              | -              | -              | 6                 | 0                 | 0                 | -              | -              | -              | 6     | 0     | 0     |
| 1997-1998             | Colombie              | Coupe du monde 1998   | -              | -              | -              | -                 | -                 | -                 | 2              | 0              | 0              | 2     | 0     | 0     |
| Total sur la carrière | Total sur la carrière | Total sur la carrière | 34             | 0              | 1              | 18                | 0                 | 1                 | 49             | 1              | 0              | 101   | 1     | 2     |

## Palmarès de joueur

### En équipe nationale
- 101 sélections et 1 but avec l'équipe de Colombie entre 1985 et 1995.
- Huitième-de-finaliste de la coupe du monde 1990.
- Troisième de la Copa América 1987, de la Copa América 1993 et de la Copa América 1995.
- Quatrième de la Copa América 1991.
- Participe au premier tour de la coupe du monde 1994.
- Participe au premier tour de la Copa América 1989.

### Avec l'Atlético Nacional
- Vainqueur de la Copa Libertadores en 1989.

## Palmarès d'entraîneur

### Avec l'Independiente Medellín
- Vainqueur du Championnat de Colombie de football lors de la clôture 2009.